# Sterigmapetalum obovatum
Sterigmapetalum obovatum là một loài thực vật có hoa trong họ Rhizophoraceae. Loài này được Kuhlm. miêu tả khoa học đầu tiên năm 1925.